# Памятник Виктору Понедельнику
Памятник Виктору Понедельнику, также скульптура «Футболист» — бронзовая скульптурная композиция, установленная вблизи стадиона «Олимп-2» в Ростове-на-Дону в 2015 году в честь футболиста Виктора Понедельника, забившего «золотой гол» в финале Кубка Европы в 1960 году.

## История
В 2013 году в Ростове-на-Дону по инициативе министерства спорта Ростовской области был организован конкурс по созданию скульптуры знаменитого футболиста Виктора Понедельника. В августе того же года, ростовскому скульптору Дмитрию Лындину предложили принять участие в конкурсе. В сентябре скульптор представил образец своей работы, выполненный из глины. Вместе с ним соревновалось 3 других участников. Была организована комиссия, в состав которой вошли: вице-губернатор региона Сергей Горбань, футболист Виктор Понедельник и министр спорта Ростовской области Юрий Баланхин. По результатам конкурса победителем был выбран Дмитрий Лындин. Единственную правку, которую должен был сделать скульптор в своей работе, была высота футбольных гетр — она должна была быть увеличена.
Создание бронзовой скульптуры заняло 2 месяца, с сентября по ноябрь 2013 года. Себестоимость материалов была оценена в 750 тысяч рублей, сам скульптор и литейщики за работу денег не потребовали. Высота скульптуры составляет 2 метра.
Изначально датой установки памятника была объявлена весна 2014 года. Но из-за финансовых нюансов — возмещение трат на материалы — дата была перенесена на неопределенный срок. В июле 2014 года, стало известно, что сумма в размере 96,5 тысяч рублей, была собрана и выделена на памятник ветеранами футбола и донской федерации футбола.
Министр донского спорта заявил, что установку и открытие памятника было решено приурочить к дню, когда состоится первый матч ФК «Ростов» в Лиге Европы УЕФА. Памятник решили расположить вблизи стадиона «Олимп-2». Открытие памятника футболисту Виктору Понедельнику, который также часто называют скульптурой «Футболист», состоялось 28 августа 2015 года. На торжественной церемонии присутствовал заместитель губернатора Ростовской области Игорь Гуськов.